# Proklest
Proklest är ett berg i Tjeckien.   Det ligger i regionen Södra Mähren, i den östra delen av landet, 190 km sydost om huvudstaden Prag. Toppen på Proklest är 591 meter över havet, eller 119 meter över den omgivande terrängen. Bredden vid basen är 4,8 km.
Terrängen runt Proklest är varierad. Runt Proklest är det ganska tätbefolkat, med 129 invånare per kvadratkilometer. Närmaste större samhälle är Brno, 17,6 km sydväst om Proklest. I omgivningarna runt Proklest växer i huvudsak blandskog.